# Pinturicchio
Bernardino di Betto, kaldet Pintoricchio eller Pinturicchio (1454 i Perugia, Italien – 11. december 1513 i Siena) var en italiensk renæssancemaler.
Pinturicchio begyndte sin karriere som lærling i værkstedet hos Fiorenzo di Lorenzo. Han påvirkedes også af Perugino, hvis assistent han var, da de fra 1481 til 1483 medvirkede i udsmykningen af Det Sixtinske Kapel.